# Dojlidy
Dojlidy – osiedle o największej powierzchni w Białymstoku. Pełni funkcję mieszkaniowo-przemysłową. Dawniej wieś i folwark. Znajduje się tam: fabryka sklejek Biaform SA oraz Browar Dojlidy, stawy rybne oraz tereny rekreacyjne nad zbiornikami na rzece Białej.
Do Dojlid należy jednostka administracyjna Krywlany.

## Historia
Określenie Dojlidy pochodzi prawdopodobnie od nazwy plemienia Bałtów zamieszkującego przed wiekami te ziemie. Źródła naukowe nie wskazują nazwy plemienia "Dojlidy" z tych terenów. Najbliższe plemiona jaćwieskie zapisane w kartach historii były ulokowane za błotami Biebrzy, np. Połekszanie. Być może pochodzi od litewskich osadników sprowadzonych przez pierwszego właściciela Jakuba Tabutowicza. Inne koncepcja jest związana z litewskim słowem "dailide" oznaczającym stolarza, cieślę, co pozwala snuć domysły, że Dojlidy była osadą stolarzy i cieśli, a to z kolei potwierdza leśny charakter okolicy. Koncepcję tę przedstawił prof. Michał Kondratiuk. Zbliżone pochodzenie nazwy Dojlid wskazuje także Andrzej Danieluk, podkreślając starobiałoruski źródłosłów wyrazu "dojlida" oznaczającego cieślę.
Miejscowość Dojlidy powstała w połowie XV w. Jej właścicielem był początkowo litewski możnowładca Jakub Raczko-Tabutowicz, w 1528 roku dobra dojlidzkie stały się własnością wojewody nowogrodzkiego Aleksandra Chodkiewicza. Z 1571 roku pochodzi pierwsza wzmianka o cerkwi w Dojlidach, z której wynika, że cerkiew w tej miejscowości istniała jeszcze wcześniej.
W 1698 r. dzierżawcą Dojlid został Stefan Mikołaj Branicki, którego ród władał tymi dobrami aż do 1808 r.
W przeciwieństwie do pobliskiego Białegostoku, który do 1795 roku był częścią Korony, Dojlidy należały do Wielkiego Księstwa Litewskiego. W końcu XVIII wieku była to wieś magnacka hrabstwa zabłudowskiego znajdująca się w województwie trockim.
W 1727 r. wzniesiono w Dojlidach drewnianą cerkiew, która przetrwała aż do lat 50. XX w, czyli do momentu kiedy miejscowi katolicy podjęli decyzję o jej rozbiórce w związku z budową przez nich modernistycznego kościoła.
W 1856 r. dobra dojlidzkie nabył Aleksander Kruzenstern, który wzniósł tutaj okazały pałac w stylu renesansowej willi włoskiej wraz z okalającym go zespołem parkowym, który przetrwał do dnia obecnego.
W 1919 r. do Białegostoku włączono fragment gminy Dojlidy.
W 1929 r. wieś liczyła 301 mieszkańców. Posiadłość ziemską miał tu Jerzy książę Lubomirski (6011 mórg), Zofia hr. Rüdiger (3204). W rękach Lubomirskich był browar Dojlidy i cegielnia. Była tu fabryka dykty i tkalnia Hasbacha.
Do 1954 roku istniała gmina Dojlidy. Dojlidy zostały przyłączone do miasta Białegostoku w 1954 roku.
W 1973 roku do miasta włączono obszar Stawów Dojlidzkich i cmentarza prawosławnego.
Granice osiedla zostały zmienione w 2013 roku. Osiedlu odebrano fragment, pomiędzy ulicami Wiadukt, Feliksa Filipowicza (droga prowadząca do Juchnowca Kościelnego), i dalej wzdłuż granicy administracyjnej miasta do ulicy Wiadukt. Został on dołączony do osiedla Nowe Miasto.

## Obiekty i tereny zielone

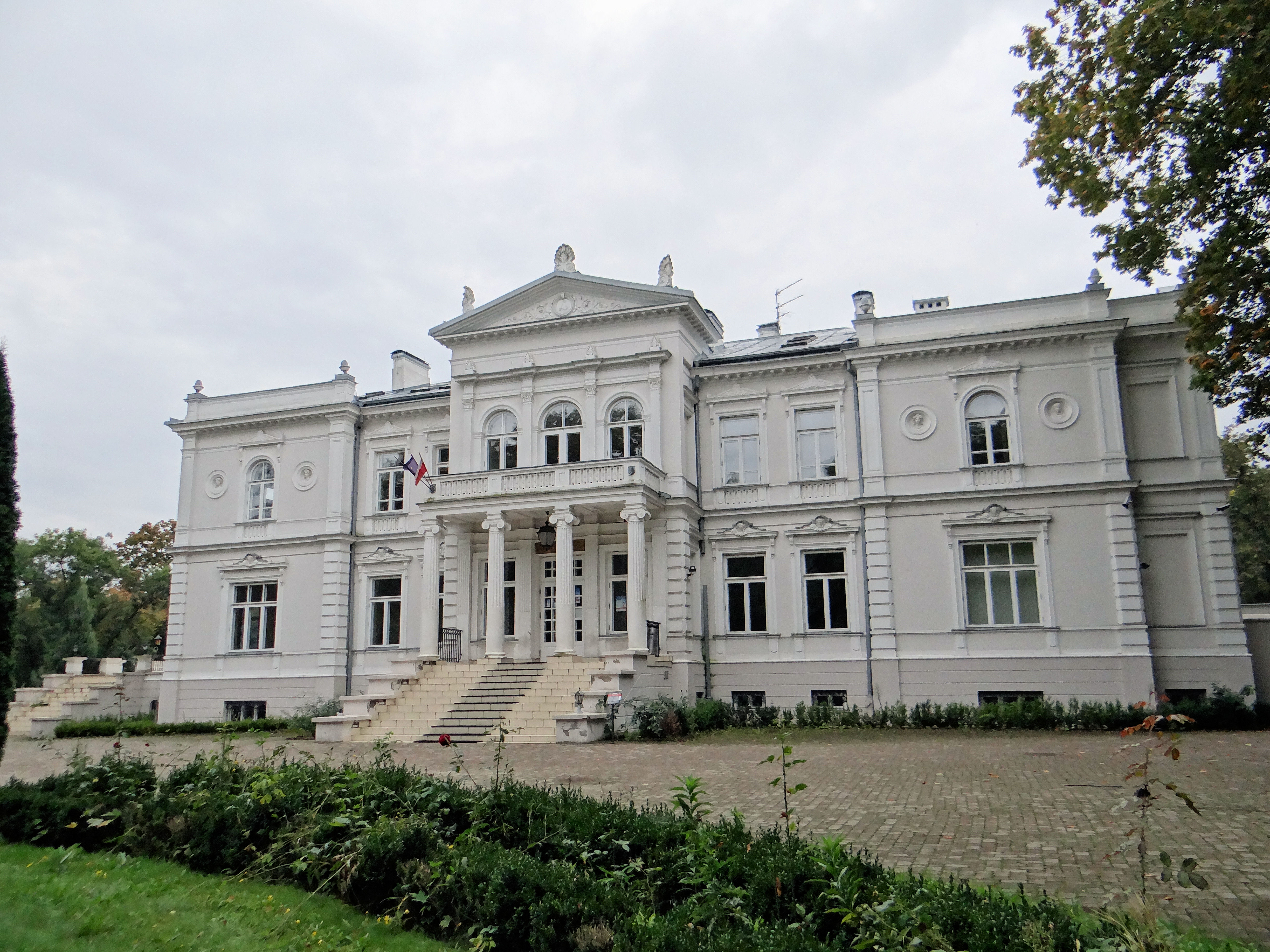
Pałac Lubomirskich

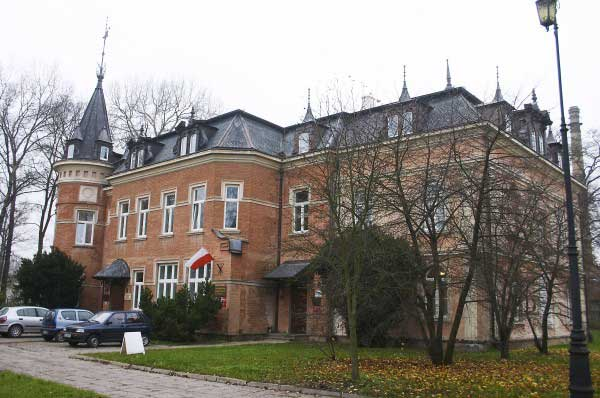
Pałac Hasbacha

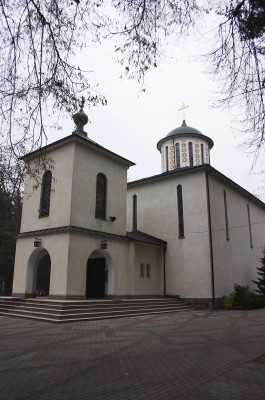
Cerkiew św. Eliasza

- klasycystyczny Pałac Rüdigerów/Lubomirskich (XIX w.) z parkiem (ul. Dojlidy Fabryczne 26)
- neorenesansowy Pałac Hasbacha (XIX w.)
  - Regionalna Dyrekcja Ochrony Środowiska w Białymstoku
  - Regionalny Ośrodek Badań i Dokumentacji Zabytków
  - Wojewódzki Urząd Ochrony Zabytków w Białymstoku
  - Polskie Pracownie Konserwacji Zabytków SA, oddział Białystok
  - Osada mieszkalna przy fabryce Hasbacha
  - Białostockie WOPR
  - WOPR Województwa Podlaskiego
  - Białostockie Towarzystwo Naukowe
  - Podlaski Klub Biznesu
  - Fundacja Zielone Płuca Polski
- Collegium Novum WSAP
- Uniwersytecki Szpital Kliniczny (ul. Żurawia 14)
- Lotnisko Białystok-Krywlany
  - Aeroklub Białostocki
- Las Solnicki i Komunalny
- Browar Dojlidy (zał. 1769)
- Zakłady Przemysłu Sklejek "Biaform"
- Kościół pw. Chrystusa Króla
- Kościół pw. Niepokalanego Serca Maryi
- Cerkiew pw. św. Proroka Eliasza (ul. ks. Aleksandra Tomkowida 6) i cmentarz prawosławny
- Stawy Dojlidzkie
  - Ośrodek Sportów Wodnych BOSiR
  - Plaża miejska
- Ogródki działkowe
- Zieleń Miejska
- Starostwo Powiatowe
- Szkoła Podstawowa nr 31 - ul. Żurawia 12
- Biblioteka filia nr 11 Książnicy Podlaskiej (w budynku Szkoły Podstawowej nr 31) - ul. Żurawia 12
- Zespół Szkół Rolniczych
- II Społeczne Liceum Ogólnokształcące
- Towarzystwo Tenisowe "Stanley"
  - Korty tenisowe
- Delegatura Agencji Bezpieczeństwa Wewnętrznego w Białymstoku

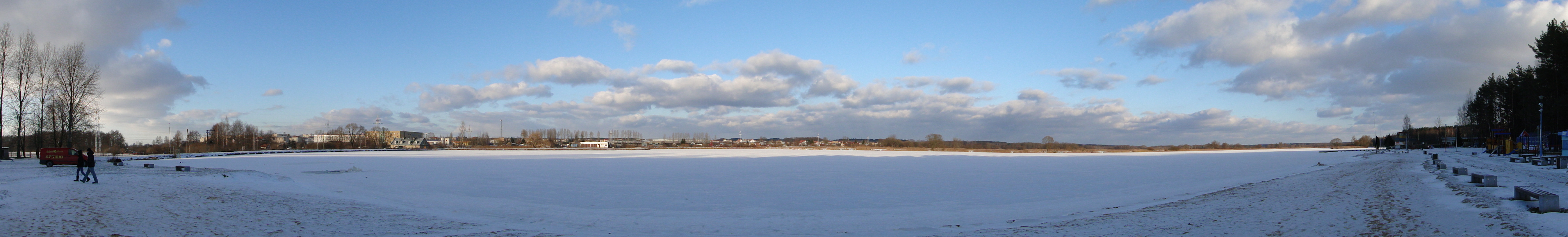
Stawy Dojlidzkie

## Opis granic osiedla

### Przed 1 stycznia 2006
Od granicy administracyjnej miasta ulicą Wiadukt, przez Plac 10 Pułku Ułanów Litewskich, ulicą K. Ciołkowskiego do Nowowarszawskiej, Nowowarszawską, Dojnowską do granicy administracyjnej miasta, wzdłuż granicy lasu i brzegiem zalewu Dojlidzkiego, kawałek ulicą Plażową, obejmując cmentarz prawosławny i cerkiew, kawałek ulicą Suchowolca, następnie kawałek ulicą Dojlidy Górne, następnie wschodnim dojazdem do browaru, brzegiem stawu przybrowarnego, ulicą Solnicką, i dalej, otaczając Las Solnicki, granicą administracyjną miasta, z powrotem do ulicy Wiadukt.
Do Białegostoku 1 stycznia 2006 r. włączonych zostało kilka miejscowości (Dojlidy Górne, Zagórki, Kolonia Halickie, fragment Stanisławowa) przylegających do osiedla Dojlidy.

### Po 2 grudnia 2013[12]
Od Ronda 10 Pułku Ułanów Litewskich ulicą Konstantego Ciołkowskiego do ulicy Nowowarszawskiej, Nowowarszawską, Dojnowską do granicy administracyjnej miasta, wzdłuż granicy administracyjnej miasta do granicy obrębu ewidencyjnego Nr 24-Dojlidy Górne, granicą obrębu ewidencyjnego 24-Dojlidy Górne do ul. Ordynackiej, Ordynacką przez ul. Ks. Stanisława Suchowolca do ul. Bukszpanowej, Bukszpanową wzdłuż granicy cmentarza, za budynkami wielorodzinnymi do ul. Św. Proroka Eliasza, ul. Św. Proroka Eliasza, Franciszka Karpińskiego do ul. Solnickiej, Solnicką do granicy administracyjnej miasta, wzdłuż granicy administracyjnej miasta do drogi biegnącej w kierunku Juchnowca Kościelnego i drogą tą do Ronda 10 Pułku Ułanów Litewskich.

## Ulice i place znajdujące się w granicach osiedla[12]
Adama Mickiewicza– parzyste – budynek 106,  nieparzyste  – od 95 do 103, Bartnicza, Bobrów, Bociania, Borsucza, Bukszpanowa – brak budynków, Dojlidy  Fabryczne – parzyste, nieparzyste od 15 do 23, Dojnowska – parzyste, Franciszka Karpińskiego – nieparzyste,  parzyste – brak budynków, Jacka Kuronia, Jaskółcza, Jelenia, Konstantego Ciołkowskiego – parzyste  2/2-12C, Kormoranów, Krecia, Królicza, Ks. Stanisława Suchowolca, Kuropatwia, Łabędzia, Łosia, mjr pilota Jana Michałowskiego, Myśliwska, Niedźwiedzia, Nowowarszawska – parzyste 116-128, Ordynacka – nieparzyste – brak budynków, Pawia, Plażowa – parzyste brak  budynków, nieparzyste  – budynek  99,  Ptasia, Rondo Artura Hasbacha, Rysia, Sarnia, Sępia, Słowicza, Sokola, Solnicka, Stawowa – parzyste  2-14, nieparzyste  – 1-37/1, Strusia, Szpacza, Św. Proroka  Eliasza – parzyste, nieparzyste – 3-3A, Tygrysia, Wiewiórcza, Wilcza, Zajęcza, Żółwia, Żubrów, Żurawia.